# Príncipe Nariyoshi
El Príncipe Narinaga o Príncipe Nariyoshi (成良親王 Narinaga no shinnō, Nariyoshi no shinnō?) (1325 - 21 de enero de 1338 o 1344) fue uno de los dos shōgun que gobernaron durante la Restauración Kenmu, entre 1334 y 1336.
Era hijo del Emperador Go-Daigo, fue depuesto y asesinado por Ashikaga Tadayoshi en 1338. Su muerte produjo la caída de la Restauración y el retorno del cargo de shōgun a manos de los samurái, bajo el clan Ashikaga que fundó el shogunato Ashikaga en ese mismo año.
| Predecesor: Príncipe Moriyoshi | Shōgun 1335 - 1336 1336 - 1338 o 1344 (Corte del Sur) | Sucesor: Ashikaga Takauji (Shogunato Ashikaga) Príncipe Muneyoshi (Corte del Sur) |

- Datos: Q2722113